# Trifluorure d'azote
Le trifluorure d'azote est un composé inorganique de formule brute NF3. Ce composé azote-fluor est un gaz incolore, toxique, inodore, non inflammable. Il est de plus en plus utilisé comme graveur chimique en micro-électronique.

## Applications
Le trifluorure d'azote est utilisé pour la gravure ionique réactive des wafers en silicium. Le NF3 y est décomposé in situ en azote et fluor, et les radicaux fluor obtenus agissent comme des agents nettoyants qui attaquent le silicium. Il peut être aussi utilisé avec le nitrure de silicium, le siliciure de tungstène, et le tungstène produits par dépôt chimique en phase vapeur. Dans toutes ces applications, le NF3 a été choisi vers l'an 2000 comme substitut plus protecteur pour l'environnement aux perfluorocarbures comme l'hexafluoroéthane (C2F6) et l'hexafluorure de soufre (SF6).
Les deux tiers environ des PFC s'échappaient dans l'atmosphère ; on considérait que le NF3 avait de bien moindres chances de s'échapper dans l'air.
Le trifluorure d'azote est aussi utilisé dans les lasers à fluorure d'hydrogène et de deutérium, qui sont deux types de lasers à gaz. On le préfère au difluor gazeux parce qu'il est plus facile à manipuler, car considérablement plus stable.
On peut l'utiliser avec l'acier et le Monel, ainsi qu'avec plusieurs plastiques.

## Synthèse et réactivité
Le NF3 est un exemple rare de fluorure binaire qu'on ne peut pas préparer directement à partir de ses éléments (c'est-à-dire que N2 ne réagit pas avec F2). Presque tous les autres éléments du tableau périodique réagissent directement, souvent de manière violente, avec le fluor.
Après une première tentative en 1903, Otto Ruff a réussi, 25 ans plus tard, à synthétiser le trifluorure d'azote par l'électrolyse d'un mélange fondu de fluorure d'ammonium et de fluorure d'hydrogène. Il s'est avéré beaucoup moins réactif que le trichlorure d'azote. Il est aujourd'hui préparé par une réaction directe d'ammoniac et de fluor, et une variante de la méthode de Ruff.
On peut s'en procurer sous la forme de cylindres pressurisés.

### Réactions
Le NF3 est légèrement soluble dans l'eau sans qu'aucune réaction chimique ait lieu. Son moment dipolaire est faible (0,2340 D). NF3 est un oxydant puissant bien que lent. Au contact de métaux, il se transforme en tétrafluorohydrazine, mais seulement à haute température :
2 NF3  +  Cu   →   N2F4  +  CuF2
NF3 réagit avec le fluor et le pentafluorure d'antimoine pour donner le sel de tétrafluoroammonium :
NF3  +  F2  +  SbF5  →   NF4+SbF6−

## Gaz à effet de serre

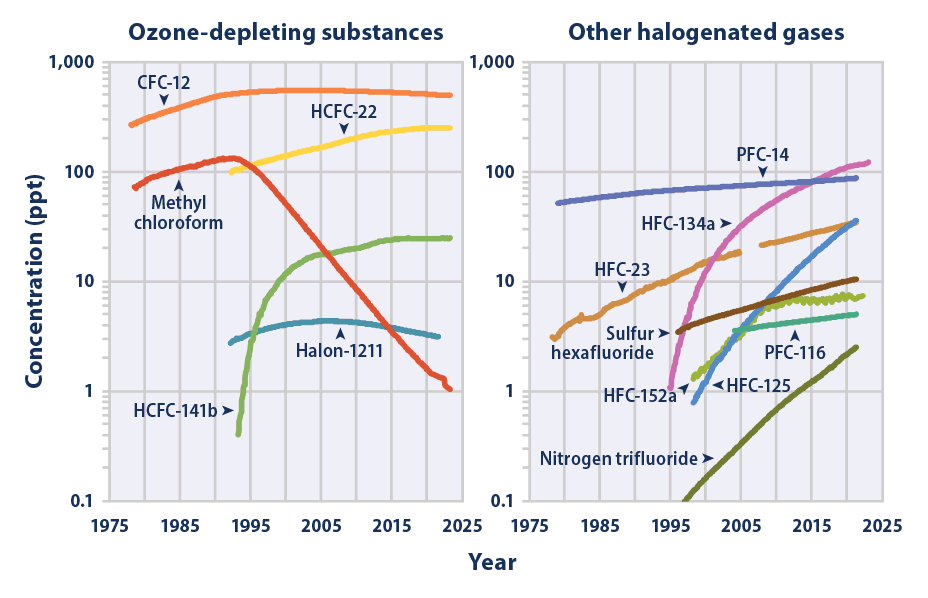
Evolution de la concentration de plusieurs gaz dans l'atmosphère depuis 1978. Le trifluorure d'azote est désigné sous son nom anglais "nitrogen trifluoride".

Le NF3 n'etait pas réglementé par le Protocole de Kyoto en 1997, l'amendement de Doha sur le protocole de Kyoto en 2012 a changé cela.
Bien que le NF3 ait un potentiel de réchauffement global élevé (estimé 17 200 fois celui du CO2 sur une période d'un siècle, ce qui le place en second sur ce critère, derrière le SF6
,,,.), son forçage radiatif dans l'atmosphère terrestre est très faible, estimé à 0,001 W m−2, puisqu'il n'y est relâché que dans des quantités très faibles : en 2008, le contenu total de ce gaz dans l'atmosphère est estimé à 5 400 tonnes (en augmentation d'environ 11 pour cent par an), et sa concentration maximum dans l'atmosphère telle qu'elle est évaluée est inférieure à 0,16 partie par billion (ppt) en volume. Une étude de 2008, utilisant des techniques d'échantillonnage améliorées a trouvé une concentration troposphérique planétaire moyenne de 0,454 partie par billion (ppt) par fraction de mole d'air sec.
Sa durée de séjour dans l'atmosphère est estimée à 740 ans, bien que des travaux récents suggèrent une durée légèrement plus courte de 550 ans (et un PRG correspondant de 16 800 fois celui du CO2).
Les applications industrielles utilisant le NF3 le décomposent, alors que les composés réglementés que sont le SF6 et les PFC sont généralement relâchés dans l'air,.

## Volume de production
Depuis 1992, où moins de 100 tonnes étaient produites, la production mondiale a grimpé pour atteindre de l'ordre de 4 000 tonnes en 2007. On estime qu'elle continuera à augmenter de manière significative, pour atteindre environ 8 000 tonnes par an en 2010.

## Sécurité
Le contact avec la peau du NF3 n'est pas dangereux, et ce gaz est un irritant relativement faible pour les muqueuses et les yeux. C'est aussi un irritant pulmonaire : sa toxicité est comparable à celle des oxydes d'azote, et une surexposition par inhalation transforme l'hémoglobine du sang en méthémoglobine, ce qui provoque un état de méthémoglobinémie.